# 光城者

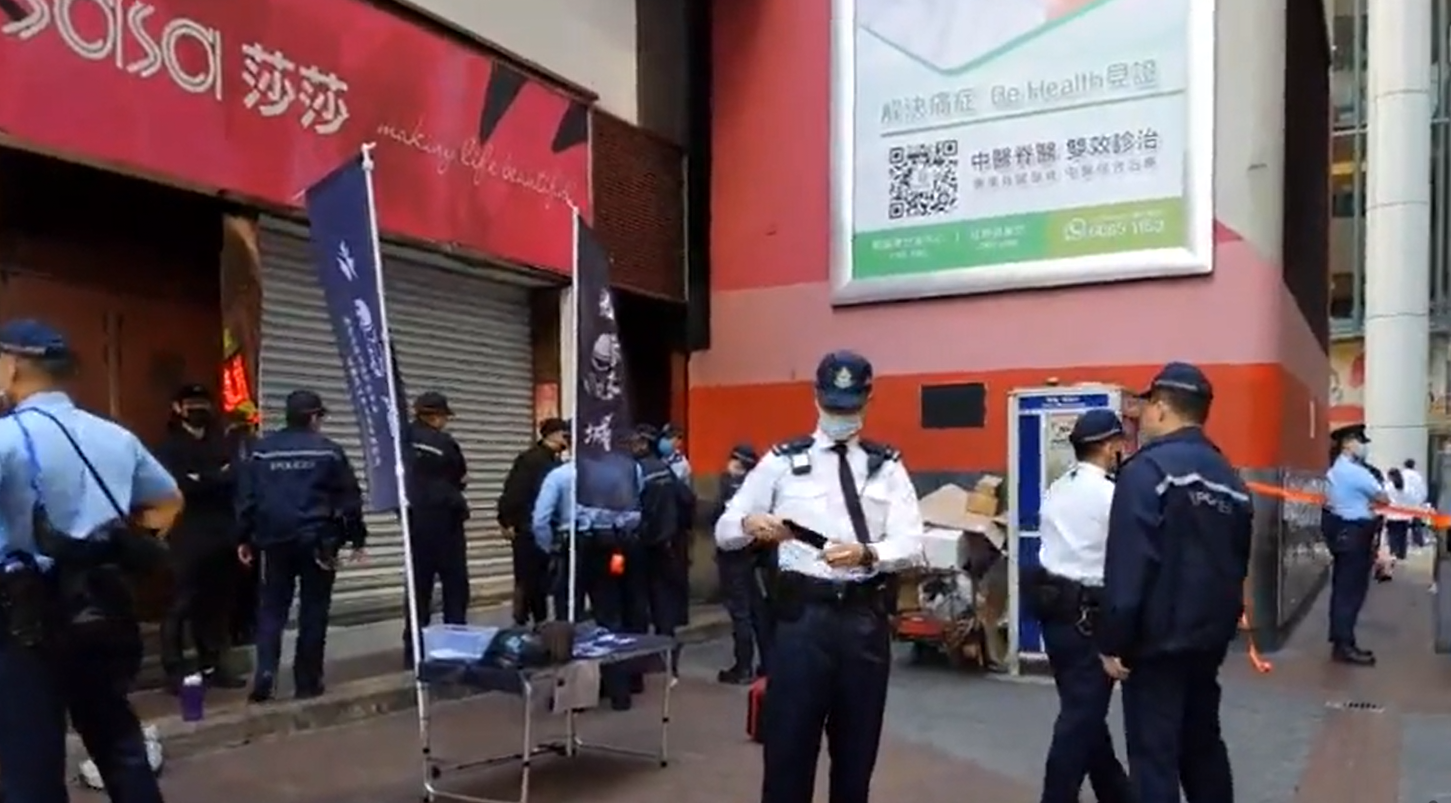
2021年1月31日，光城者在旺角擺設街站。組織成員向市民街坊派發講述全球各地武裝起義的歷史的單張。其後被在埸警員圍起封鎖線，並指參與者違反限聚令

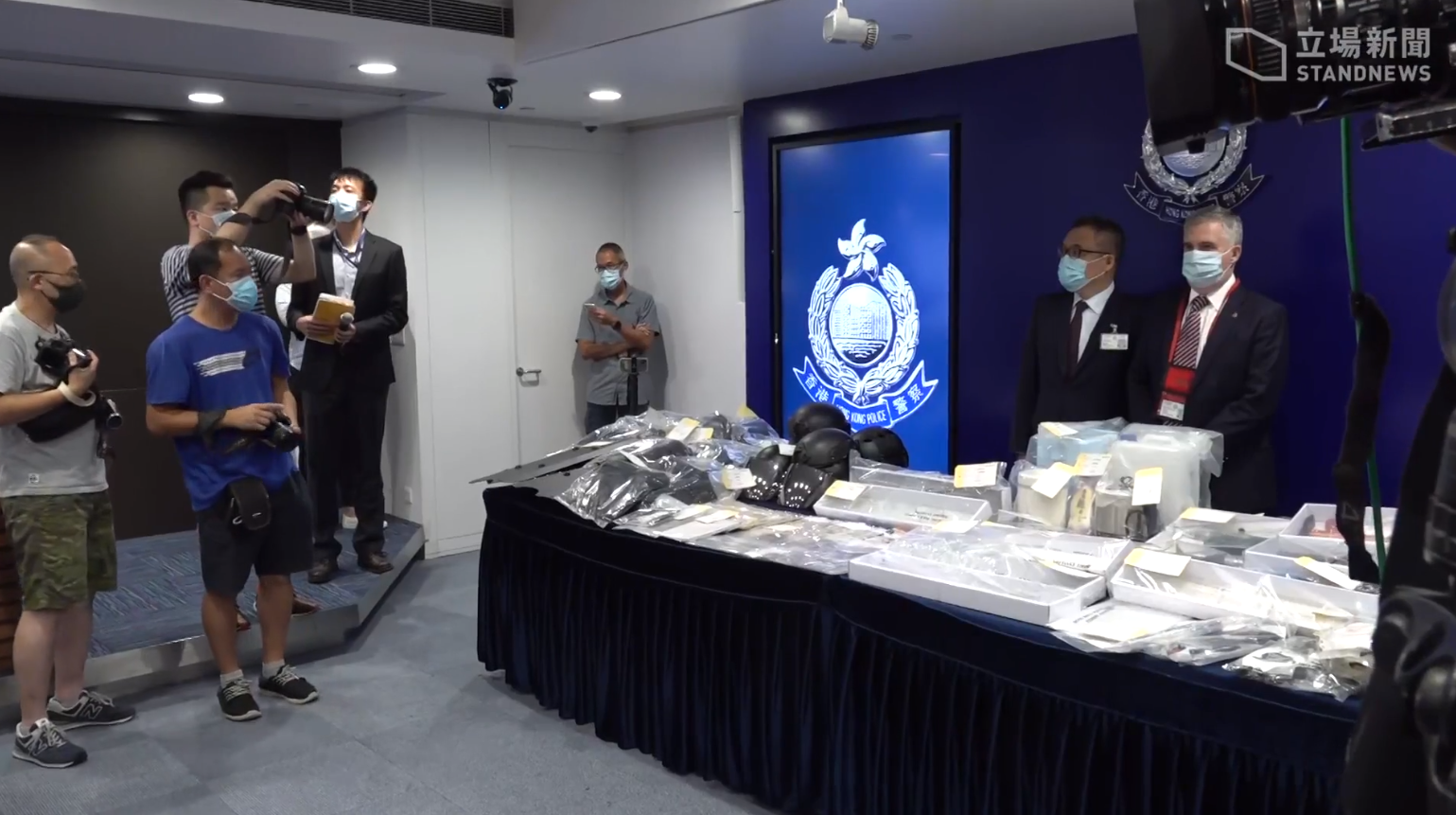
2021年7月6日，警方國安處舉行記者會，指光城者策劃製土製炸藥作「恐怖襲擊」，拘捕行動中檢獲製造 TATP 器材、炸藥、大量通訊器材、氣槍、護甲、約 8 萬港元現金、外國使用的電話 SIM 卡及約值 1 萬港元的外幣

光城者（英語：Returning Valiant）為香港已解散的激进本土派組織，於2020年《港區國安法》落實後成立。組織於社交平台上表示是由香港反對逃犯條例修訂草案運動後的勇武派成员所組成之組織，並旨在「繼承先賢之志，延續革命之火」，以「開啟民智，光復我城」為組織目標。目前，香港警察聲稱已成功將此組織瓦解，7名落網的骨幹成員分別被判入教導所和監禁5年至5年3個月。

## 事件

### 擺設街站
2021年1月31日，光城者曾在旺角及沙田擺設街站。組織成員向市民街坊派發講述全球各地的武裝起義歷史的單張。其後被在場警員圍起封鎖線，並指參與者違反限聚令，同時亦警告有關單張可能違反國安法。最後他們被票控5,000元定額罰款告票。

### 被指爆竊中學
2021年5月5日清晨時分，四人被發現潛入位於將軍澳的保良局羅氏基金中學。有媒體報道，四人懷疑企圖偷取化學品。警方在搜查四人住所時搜獲有關香港獨立的文宣，經調查後發現部分被捕人士為光城者成員。警方於是再次採取拘捕行動，拘捕多三名光城者成員。事件中共有七人被捕，當中五人以顛覆國家政權罪被捕。
潛入學校的四人其後被起訴爆竊罪，當中兩人認罪，另外兩人不認罪，在區域法院受審。根據控方案情，四人在案發前一日曾到學校附近「踩線」，至案發當日一起攀越學校閘門，在內逗留15分鐘後爬出校園，隨即遭警員追截及拘捕。
經審訊後，到2023年1月19日，法官梁嘉琪不接納被告僅「一時貪玩」和辯方根據閉路電視證供，顯示4名被告僅沿著新大樓底層、游泳池外的玻璃牆「兜咗一圈」的說法，裁定四人一同戴鴨舌帽遮掩身分，並帶備手套爬入校內，而被告早在案發前數小時到學校附近「踩線」，之後折返校園。雖然案中沒有證據證明學校財物失竊或損毀。不過法官指，即使案發後學校並沒有任何財物損失或損壞，鑑於閉路電視角度所限，無法得知兩被告在「入侵」學校的 15 分鐘內具體做過什麼事情。唯一的推論為被告入內有意盜竊，遂裁定兩人罪成。而法官宣讀判詞時，其中1名旁聽人士大聲嚎哭，稱「好冤枉、唔公平」。

### 被指策劃恐怖襲擊
2021年7月5日，香港警務處國家安全處警員以涉嫌違反《港區國安法》「串謀策劃使用炸彈、意圖造成社會危害活動罪」拘捕5男4女，年齡介乎15至39歲。被捕人士當中有6人為中學生，也有浸會大學管理層人員、中學職員、網上平台出租車司機等。這批被捕人士被指為光城者成員，涉嫌租借尖沙咀一間賓館作為爆炸品實驗室，並意圖在香港進行恐怖襲擊活動。
警方指，賓館內被搜出製造土製炸藥的原材料「TATP」(即三過氧化三丙酮)。另外，警方亦指被捕者所屬的組織內有詳細的行動計劃及行動指南。光城者組織成員被指企圖襲擊公共設施，包括香港海底隧道、鐵路、法庭、街邊垃圾桶、甚至發動汽車炸彈襲擊，並表示整個計劃已踏入實踐階段。國家安全處高級警司李桂華表示已成功瓦解一個「激進港獨組織」。
律政司其後起訴七人「串謀恐怖活動罪」，以及作為交替控罪的「串謀導致相當可能危害生命或財產的爆炸罪」，最高可判處終身監禁。其中一名被告陳凱量在2022年11月申請保釋獲批，而其餘六名被告則一直被還押。
2023年4月20日，一名23歲男子指涉嫌為組織「光城者」提供資金，被控於2021年4月1日至7月5日期間「串謀恐怖活動罪」，亦指在荃灣的政府檢測站縱火等。同時被控交替控罪「串謀導致相當可能危害生命或財產的爆炸罪」。被告有保釋申請，控方則反對。《國安法》指定法官、總裁判官蘇惠德把案件押後至5月12日作提訊日，以交付至高院處理，並拒絕保釋申請，被告須還押候訊。案件於提訊日被提交至高等法院處理，被告還押候訊。
2023年5月25日，《國安法》指定法官李運騰在高等法院指，案發時香港社會氣氛不穩，不少人訴諸暴力以表達政治訴求。被告以象徵香港法治的法院作為目標，嚴重削弱司法尊嚴。法官又指，網上有關製作爆炸品的資訊隨處可見，亦容易取得相關物料，判刑必須具阻嚇性。其中21歲青年曾租用賓館，罪責較另外3人重，判囚5年8個月。另外3名未滿21歲青年角色較次要，判入教導所。另外兩人申請押後判刑，將於9月27日再訊，期間繼續還押。

### 被控顛覆國家政權罪成
2021年9月28日，警方國安處再次起訴7人，涉嫌違反《港區國安法》「串謀煽動他人實施顛覆國家政權」，最年輕的被告只有15歲。 案件一日後在西九龍裁判法院提堂，國安法指定法官、署理總裁判官羅德泉拒絕所有被告的保釋申請，庭內15歲女被告家長一度情緒激動。
控方指稱，光城者曾在不同地方擺街站及發傳單，並召開記者會，煽動公眾以武裝起義，推翻中國和香港政府；而多名被告的發言內容亦煽動公眾顛覆國家政權，批評政府防疫政策和國安教育政策。控方又稱被告在社交媒體開設專頁，列出顛覆政府的藍圖。警方在光城者基地檢獲旗幟、單張等，並發現氣槍及伸縮棍等武器。
除了一名被告被還押約一個月外，其餘被告在被起訴後均被還押大約一年。2022年10月8日，區域法院法官郭偉健將當中五名未滿21歲的被告判入教導所。 本案是首宗涉及未成年人士違反《香港國安法》的判刑案件，亦是首次有違反《香港國安法》的人士，被判處非即時監禁。 聯合國人權事務高級專員公署就判刑感到擔憂 (alarming)，並對香港政府繼續實施《港區國安法》（包括針對青少年）感到遺憾。餘下兩名成年被告則押後至2023年2月9日判刑。判刑當日，法官指二人已干犯實質罪行，相信組織「無底線抗爭」及「流血革命」的主張源自創辦人，他並邀請其他被告加入組織，煽惑他們組成「串謀團伙」，形容情節相當嚴重。至於另一名26歲成員，法官認為他是成熟成人，認同組織理念，非受人唆擺，而他在記者會充當英語翻譯，試圖向國際宣揚組織理念，裁定其情節嚴重。雖然兩名被告認罪，但法官表示，參照《呂世瑜案》及《國安法》第23條的刑期規定，只把二人的刑期扣減6個月至5年，以反映普通法可行的減刑因素。換言之，二人適時認罪僅獲扣減6個月刑期，判處監禁5年至5年3個月。

## 外部連結
- 光城者facebook專頁